# 이자벨 드 샤리에르
이자벨 드 샤리에르(프랑스어: Isabelle de Charrière, 1740년 10월 20일 ~ 1805년 12월 27일)는 계몽시대 네덜란드의 작가이며 네덜란드에서는 벨레 판 죄일렌(네덜란드어: Belle van Zuylen)으로 알려져 있다. 결혼 전 이름은 이자벨라 아흐네타 엘리자베트 판 퇴일 판 스로스케르켄(네덜란드어: Isabella Agneta Elisabeth van Tuyll van Serooskerken)이다. 일생의 후반부를 스위스 콜롱비에에서 보냈다. 그가 쓴 편지와 소설로 널리 알려져 있지만 팜플렛, 음악, 희곡을 쓰기도 하였다.
당대 사회와 정치에 깊은 관심을 갖고 있었으며, 프랑스 혁명 전후의 작품이 이를 반영해주고 있다.

## 개요
샤리에르 부인은 네덜란드의 유서 깊은 가문 출신이다. 그녀는 독서와 글쓰기를 좋아했고, 심지어는 22세에 익명으로 ＜귀족(Le Noble)＞이란 짧은 이야기를 출판했는데 여기서 그녀는 귀족 신분을 내세우는 사람을 매우 냉소적으로 비판해 물의를 일으키기도 했다. 31세가 되던 1771년, 남동생의 가정교사였던 5년 연상의 샤리에르(Charles-Emmanuel de Charrière de Penthaz)와 결혼했다. 그들은 곧 샤리에르 씨의 고향인 스위스로 이주해 뇌샤텔 캉통 소재의 소읍 콜롱비에에 있는 퐁테 저택에 정착했다. 그녀는 재기 발랄하고 열정적이었지만, 샤리에르 씨는 매우 합리적이고 이성적인 사람으로 지나침을 싫어하고 과묵했다. 물론 샤리에르 씨는 소설에 나오는 헨리 씨와는 달리 배려심이 많고 아내에게 매우 자상했지만 성격적인 면에서 헨리 씨와 상당히 닮았다.
그녀가 소설 창작에 대해 진지하게 생각하게 된 것은 1782년에 출간된 네덜란드 소설 ≪사라 뷔르헤르하르트≫를 읽고부터다. 그녀는 이 소설을 읽고, 소설이란 “자신이 잘 알고 있는 장소와 풍속을 그림으로써 허구적 인물에게 매우 큰 사실성을 부여한다는 것”을 알게 되었다. 그리하여 그녀는 자신이 살고 있는 도시를 배경으로 1784년 ≪뇌샤텔 편지≫라는 소설을 발표했다. 뒤이어 출판된 ＜헨리 부인의 편지＞는 영국을 배경으로 하고 있지만 그 내용 속에 특별히 영국적인 것은 거의 없다. 이 초기 작품들의 성공에 고무된 그녀는 뇌샤텔에서 멀지 않은 도시인 로잔을 배경으로 ≪로잔으로부터의 편지≫(1785)와 그 속편 격인 ≪칼리스트≫(1787) 등의 소설을 썼고 이 작품들은 지금까지도 그녀의 대표작으로 간주된다.
그녀는 다양한 사람들과 편지 교류를 했는데, 그중에서도 특히 그녀와 ≪아돌프≫의 작가 뱅자맹 콩스탕 사이에 오고 간 편지는 매우 유명하다.
1789년 프랑스혁명이 일어나자 그녀는 프랑스의 여러 친지들과 혁명의 추이에 관한 정보를 주고받았으며, 스위스로 망명한 프랑스 귀족들의 처지를 동정해 ≪망명자(L'Emigré)≫(1793), ≪망명자의 지갑에서 발견한 편지(Lettres trouvées dans des portefeuilles d’émigrés)≫(1793)와 같은 작품을 발표하기도 했다. 이 작품들은 프랑스의 망명 귀족들의 생활에 관한 귀중한 자료로 간주된다. 그녀는 이후로도 정치, 여성 교육 등에 관한 다양한 글을 썼고, 실제로도 젊은 여성들과의 만남과 편지 교류를 통해 그녀들에게 조언과 도움을 아끼지 않았다. 그녀는 1805년 65세로 퐁테의 저택에서 사망했다.
프랑스 문학사에서 샤리에르 부인은 특이한 인물이다. 왜냐하면 그녀는 네덜란드 출신으로 스위스에서 살면서 프랑스어로 글을 쓴 특이한 이력의 소유자기 때문이다. 그러나 이러한 특이성 때문에 그녀는 프랑스 대혁명의 불길에 휩쓸리지 않고 작품 활동을 할 수 있었으며 따라서 혁명이 초래한 프랑스 문학의 공백을 채워 줄 수 있었다. 또한 혼란의 소용돌이 속에 휘말려 있는 프랑스인들과는 달리 멀찍이서 혁명을 바라보고 그들과는 다른 시각에서 혁명의 문제를 고찰할 수 있었다. 이런 이유로 그녀는 한 세대 아래의 스탈 부인과 함께 18세기 말 프랑스의 대표적인 작가로 간주된다.